# رجالة البيت (مسلسل)
رجالة البيت هو مسلسل مصري كوميدي أنتج في عام 2020، وقد تم تجهيزه ليكون ضمن مسلسلات شهر رمضان 1441 هـ. المسلسل من بطولة أحمد فهمي، أكرم حسني، بيومي فؤاد ودينا محسن (ويزو). تأليف: أيمن وتار. إخراج: أحمد الجندى إنتاج: تامر مرسي، شركة سينرجي للإنتاج الفني.

## قصة المسلسل
ينتقل كلا من تيمون وبومبا للإقامة في منزل جدهما، وهناك يفاجآن بأن عليهما تحمل المسئولية كاملة، والتكاتف مع بقية أفراد الأسرة من أجل الوقوف بوجه مالك البيت الذي يقطنه جدهما والذي يحاول أخذه منه لبناء برج سكني.

## طاقم العمل
- أحمد فهمي: (تيمون)
- أكرم حسني: (بومبا)
- بيومي فؤاد: (عيد)
- دينا محسن (ويزو): (تهاني)
- عارفة عبد الرسول: (فرح)
- لطفي لبيب: (الجد)
- أيتن عامر: (سمارة)
- محمد جمعة: (الشحات مبروك)
- أحمد محارب (ضيف)

## عن المسلسل
- كان من المقرر أن يكون اسم المسلسل (تيمون وبومبا)، إلا إن مع بدأ الإعلان الرسمي عنه ظهر تحت اسم (رجالة البيت).
- يعتبر المسلسل التعاون الفني الخامس بين أحمد فهمي وأكرم حسني بعد تعاونهما في (كلب بلدي) و (ريح المدام) و (الوصية) و (الكويسين) و (الواد سيد الشحات).